# Nebulosa Omuncolo
La Nebulosa Omuncolo è una nebulosa a emissione che circonda la stella massiccia Eta Carinae, posta all'interno di una più estesa regione H II che prende il nome di Nebulosa di Eta Carinae (NGC 3372).
La nebulosa contiene polvere che assorbe la luce gran parte della luce emessa dalla luminosa stella centrale e la irradia come radiazione infrarossa. È l'oggetto più luminoso del cielo alle lunghezze d'onda dell'infrarosso medio.

## Formazione
Si ritiene che la Nebulosa Omuncolo (che in latino significa piccolo uomo) si sia formata a seguito di una grande esplosione a cui la stella è andata incontro circa 7500 anni fa, la cui luce risultò visibile dalla Terra tra il 1838 e il 1845. A seguito di questa esplosione η Carinae divenne la seconda stella più brillante del cielo, dopo Sirio, ma subito dopo le polveri e i gas espulsi durante l'esplosione hanno oscurato buona parte della sua luce. L'esplosione ha prodotto due lobi polari ed un vasto ma debole disco equatoriale, il tutto in allontanamento dalla stella alla velocità di 2,4 milioni di km/h. Non si esclude la possibilità di un riverificarsi in futuro di tali esplosioni.
Nonostante η Carinae sia situata a circa 7 500 anni luce dal nostro pianeta, possono essere distinte, ad un'accurata osservazione, solo le strutture con una grandezza dell'ordine dei 15 miliardi di chilometri (paragonabile al diametro del Sistema solare); tra le strutture più significative si segnalano fasce di polveri, deboli condensazioni di gas e strane striature radiali. Gli involucri espulsi più esterni sono 100 000 volte più deboli della brillante stella centrale. Lungo il piano equatoriale tra i lobi bipolari fugge un eccesso di radiazione ultravioletta ed una modesta quantità di luce visibile blu, dovuta ad un apparentemente e relativamente piccola quantità di detriti tra i due lobi espulsi dalla stella. D'altra parte però i lobi contengono una quantità di polvere sufficiente ad assorbire buona parte della radiazione blu; per questo motivo i lobi appaiono rossastri.